# Variación del calado por navegación en aguas poco profundas
La navegación de un buque en un canal de aguas poco profundas produce un efecto hidrodinámico conocido como «efecto squat». No es en términos teóricos un aumento del calado pero sí una reducción del margen de seguridad bajo la quilla, por lo que a efectos prácticos actúa como un aumento de calado.

Gráfico del efecto "squat".

Este efecto debe ser tenido en cuenta por el práctico que pilota el buque en aguas poco profundas, para evitar varaduras o pérdidas de gobierno. Con frecuencia, al aumentar la potencia, baja la velocidad del buque al disminuir el margen bajo la quilla y consecuentemente aumenta el factor de bloqueo. Si la velocidad es cero el efecto desaparece.
La explicación de este fenómeno es la siguiente: El agua empujada por el buque en su avance retorna por los costados hacia la popa y por debajo del casco llenando el vacío que produce el desplazamiento a lo largo del canal.
Al navegar en aguas de poca profundidad los "filetes" de agua se aceleran en la zona circundante al casco, lo que origina una disminución de la presión y por tanto un descenso o acercamiento de la quilla al fondo.
Las formas del casco alternan el efecto: los buques con coeficiente de bloque próximo a 1 (formas más llenas) tienden a hundir más su proa mientras que los de formas afinadas tienden a hundir la popa. 
Otra consecuencia de este fenómeno es el aumento del tamaño de la ola formada por el avance del buque. La aparición en proa de un "bigote" u ola de proa más significativa es un claro indicio de haber ingresado en aguas poco profundas.

## Fórmula de cálculo
Fue obtenida por el Doctor C.B. Barrass, del Dept. of Maritime Studies, del Liverpool Polytechnic, como resultado del análisis de 300 casos en laboratorio con modelos a escala y otros de la práctica real.
{\displaystyle h={\frac {V^{2}}{100}}*C_{b}} Navegación en aguas poco profundas abiertas.

{\displaystyle h={\frac {V^{2}}{50}}*C_{b}} Navegación en aguas poco profundas restringidas (Canales).
Donde:
- {\displaystyle h} es el valor en metros del efecto squat.
- {\displaystyle V} es la velocidad de buque en nudos.
- {\displaystyle C_{b}} es el coeficiente de block o bloque.

Por lo que se desprende que el efecto de "aumento de calado" es directamente proporcional al cuadrado de la velocidad y al coeficente de block.